# Hrvatsko društvo glazbenih teoretičara
Hrvatsko društvo glazbenih teoretičara (eng. Croatian Association of Music Theorists – CAMT; njem. Kroatischer Verband der Musiktheoretiker – KVM) je neprofitna udruga predavača teorijskih glazbenih predmeta, predavača glazbene umjetnosti, glazbene kulture i povijesti glazbe te svih koji na bilo koji način promiču teoriju glazbe.

## O Društvu
Hrvatsko društvo glazbenih teoretičara je 1997. godine utemeljio profesor Tihomir Petrović, učitelj teorijskih glazbenih predmeta na Glazbenoj školi Vatroslava Lisinskog u Zagrebu. Društvo je 2005. godine pokrenulo manifestaciju DANI TEORIJE GLAZBE kojom se svake godine u rujnu i listopadu predavanjima i promocijama knjiga iz Biblioteke Društva skreće pozornost na teoriju glazbe. Zahvaljujući velikoj upornosti i entuzijazmu profesora Tihomira Petrovića, prvog predsjednika Društva, redovito se održava i ŠKOLA TEORIJE GLAZBE u kojoj svi zainteresirani  – bez obzira na dob, profesiju i stupanj glazbenoga predznanja – mogu steći temeljna znanja o glazbi i glazbenoj teoriji. Tu je i redoviti ciklus stručno-popularnih predavanja RADIONICA UTORKOM, organiziranih u suradnji s Hrvatskim glazbenim zavodom u Zagrebu: »Skladatelj – izvođač – slušatelj«, »Od zamisli do realizacije glazbenoga djela«, »Simbolika brojeva i tonova u glazbi«, »Zašto je skladba Here, There And Everywhere sastava The Beatles lijepa?«, »Kako harmonizirati melodiju?«, »Harmonijska progresija kao osnova glazbenoga djela« ili »Od harmonijske zadaće do uspješnice« tek su neka od brojnih zanimljivih predavanja koja se tu mogu poslušati. Jednom godišnje Društvo objavljuje i časopis Theoria u kojemu se na stručan, ali i popularan način obrađuje teorija glazbe i metode njezina poučavanja. U njemu se mogu pročitati i recenzije stručne glazbenoteorijske literature te brojne zanimljivosti vezane uz glazbu, glazbala i glazbenike.

## Biblioteka Hrvatskoga društva glazbenih teoretičara (izbor)
- Esther Meynell: Mali ljetopis Anne Magdalene Bach, 2001.
- Hans Heinrich Eggebrecht: Bachovo Umijeće fuge. Pojava i tumačenje, 2005.
- Tihomir Petrović: Nauk o glazbi, 2005.
- Tihomir Petrović: Nauk o kontrapunktu, 2006.
- Stefan Kunze: Wolfgang Amadeus Mozart. Simfonija u g-molu, KV 550, 2006.
- Ludwig Prautzsch: Ovime stupam pred prijestolje tvoje. Figure i simboli u posljednjim djelima Johanna Sebastiana Bacha, 2007.
- Martina Belković: Glazbena literatura za harmonijsku analizu, 2008.
- Carl Dahlhaus i Hans Heinrich Eggebrecht: Što je glazba?, 2009.
- Alida Jakopanec: Zbirka primjera za solfeggio u srednjoj glazbenoj školi, 2009.
- Tihomir Petrović (ur.): Hrvatske crkvene popijevke, 2009.
- Tihomir Petrović: Osnove teorije glazbe, 2010.
- Tihomir Petrović: Nauk o glazbenim oblicima, 2010.
- Sanja Kiš Žuvela: Zlatni rez i Fibonaccijev niz u glazbi 20. stoljeća, 2011.
- Tihomil Horvat: Hrvatske crkvene i svjetovne popijevke, 2011.
- Tihomir Petrović: Od Arcadelta do Tristanova akorda. Nauk o harmoniji, 2011. (3. izdanje)
- Alida Jakopanec: Dvoglasni primjeri za solfeggio, 2012.
- Alida Jakopanec: Ritamske vježbe, 2012.
- Tihomir Petrović: Maja, Juraj i zlatna ribica, 2012.
- Martina Belković: Kajdanka-vježbanka za solfeggio, 2012.

## Vanjske poveznice
- Službene mrežne stranice Hrvatskoga društva glazbenih teoretičara
- Glazbena škola Vatroslava Lisinskog
- Hrvatski glazbeni zavod